# Grand Prix van Rafaela
De Grand Prix van Rafaela was een autorace nabij de Argentijnse plaats Rafaela. De race maakte in 1947 deel uit van het grand-prixseizoen en was in 1950 ook een niet-kampioenschapsronde in de Formule 1.

## Winnaars van de grand prix
- Hier worden alleen de races aangegeven die plaatsvonden tijdens de grand-prixseizoenen tot 1949 en Formule 1-races vanaf 1950.

| Jaar | Coureur              | Constructeur | Locatie | Verslag |
| ---- | -------------------- | ------------ | ------- | ------- |
| 1950 | Juan Manuel Fangio   | Talbot-Lago  | Rafaela | Verslag |
| 1947 | Óscar Alfredo Gálvez | Alfa Romeo   | Rafaela | Verslag |